# Campeonato de Fútbol de Costa Rica 1993-1994
La temporada 1993-94 de la Liga Superior fue la 75.ª edición de la máxima categoría del sistema de Ligas costarricenses de fútbol. Se disputó desde el 4 de septiembre de 1993 y concluyó el 19 de junio de 1994.

## Sistema de competición
La temporada de la Liga Superior estuvo conformada en dos partes:
- Fase de clasificación: Se integró por las 44 jornadas del certamen.
- Fase final: Se integró por los cuartos de final, semifinal y final.
- Gran final: Disputaron la serie el líder de la clasificación y el ganador de la final de segunda ronda.

### Fase de clasificación
En la fase de clasificación se observó el sistema de puntos. La ubicación en la tabla general, estuvo sujeta a lo siguiente:
- Por juego ganado se otorgaron dos puntos.
- Por juego empatado se otorgó un punto.
- Por juego perdido no se otorgaron puntos.

En esta fase participaron los 12 clubes de la Liga Superior jugando todos contra todos durante las 44 jornadas respectivas a lo largo de la temporada, a visita recíproca durante cuatro vueltas.
El orden de los clubes al final de la fase de clasificación del torneo correspondió a la suma de los puntos obtenidos por cada uno de ellos y se presentó en forma descendente. Si al finalizar las 44 jornadas del torneo, dos o más clubes estuviesen empatados en puntos, su posición en la tabla general fue determinada atendiendo a los siguientes criterios de desempate:
1. Mayor diferencia positiva general de goles. Este resultado se obtiene mediante la sumatoria de los goles anotados a todos los rivales, en cada campeonato menos los goles recibidos de estos.
2. Mayor cantidad de goles a favor, anotados a todos los rivales dentro de la misma competencia.
3. Mejor puntuación particular que hayan conseguido en las confrontaciones particulares entre ellos mismos.
4. Mayor diferencia positiva particular de goles, la cual se obtiene sumando los goles de los equipos empatados y restándole los goles recibidos.
5. Mayor cantidad de goles a favor que hayan conseguido en las confrontaciones entre ellos mismos.
6. Como última alternativa, el ente organizador realizaría un sorteo para el desempate.

El penúltimo equipo clasificado disputaría una serie por la permanencia contra un representante de la segunda categoría, mientras que el último de la tabla sería reemplazado por el campeón de dicha categoría.

### Fase final
Los ocho clubes clasificados para cuartos de final fueron reubicados de acuerdo con el lugar que ocuparon en la tabla general al término de la jornada 44, con el puesto del número uno al club mejor clasificado, y así hasta el número 8.
Los clubes vencedores en los partidos de cuartos de final, semifinal y final fueron aquellos que en los dos juegos anotaron el mayor número de goles. De existir empate en el número de goles anotados, la series se extendían a tiempos suplementarios y si la igualdad persistía, se llevaban a cabo lanzamientos desde el punto de penal.
Los partidos de cuartos de final se jugaron de la siguiente manera:
2.° vs 7.°

3.° vs 6.°

4.° vs 5.°
En las semifinales participaron los cuatro clubes vencedores de cuartos de final, reubicándolos del uno al cuatro, de acuerdo a su mejor posición en la tabla general de clasificación al término de la jornada 44 del torneo correspondiente, enfrentándose:
Disputaron la final de segunda ronda los dos clubes vencedores de la fase semifinal correspondiente, reubicándolos del uno al dos, de acuerdo a su mejor posición en la tabla general de clasificación al término de la jornada 44 del torneo. Si el equipo que finalizó líder resultaba vencedor de esta serie, se proclamaría campeón automáticamente. Sin embargo, si el rival superaba esta final, obligaría a una nueva serie final por el título.

### Gran final
Se disputó entre el vencedor de la final de segunda ronda y el líder de la clasificación a dos partidos en visita recíproca para definir al campeón de la temporada.

## Información de los equipos
Tomaron parte en el torneo doce clubes, destacando el ascenso de Belén en su primera temporada en la máxima categoría.
| Equipo        | Entrenador          | Ciudad     | Estadio          |
| ------------- | ------------------- | ---------- | ---------------- |
| Alajuelense   | Ivan Mraz           | Alajuela   | Morera Soto      |
| Belén         | Juan Luis Hernández | Belén      | Rosabal Cordero  |
| Carmelita     | Leroy Lewis         | Alajuela   | Morera Soto      |
| Cartaginés    | Flavio Ortega       | Cartago    | "Fello" Meza     |
| Herediano     | Rolando Villalobos  | Heredia    | Rosabal Cordero  |
| Limonense     | Gustavo De Simone   | Limón      | Juan Gobán       |
| Pérez Zeledón | Juan José Gámez     | San Isidro | Municipal        |
| Puntarenas    | Álvaro Grant        | Puntarenas | "Lito" Pérez     |
| Ramonense     | Toribio Rojas       | San Ramón  | Guillermo Vargas |
| San Carlos    | Freddy Kopper       | Quesada    | Carlos Ugalde    |
| Saprissa      | Carlos Linaris      | Tibás      | Ricardo Saprissa |
| Turrialba     | Carlos Watson       | Turrialba  | Rafael Camacho   |

### Relevo de plazas
| Descendido a Liga Mayor |
| ----------------------- |
| A. D. Guanacasteca      |

| Ascendido de Liga Mayor |
| ----------------------- |
| A. D. Belén             |

## Primera fase

### Clasificación general
| Pos. | Equipo               | Pts. | PJ | G  | E  | P  | GF | GC | Dif. | Notas                                          |
| ---- | -------------------- | ---- | -- | -- | -- | -- | -- | -- | ---- | ---------------------------------------------- |
| 1    | L. D. Alajuelense    | 59   | 44 | 23 | 13 | 8  | 71 | 40 | +31  | Clasifica a cuartos de final y a la gran final |
| 2    | C. S. Herediano      | 54   | 44 | 18 | 18 | 8  | 56 | 39 | +17  | Clasifica a cuartos de final                   |
| 3    | Deportivo Saprissa   | 54   | 44 | 19 | 16 | 9  | 65 | 44 | +21  | Clasifica a cuartos de final                   |
| 4    | C. S. Cartaginés     | 50   | 44 | 16 | 18 | 10 | 52 | 37 | +15  | Clasifica a cuartos de final                   |
| 5    | A. D. San Carlos     | 50   | 44 | 17 | 16 | 11 | 51 | 49 | +2   | Clasifica a cuartos de final                   |
| 6    | Pérez Zeledón        | 45   | 44 | 15 | 15 | 14 | 46 | 44 | +2   | Clasifica a cuartos de final                   |
| 7    | Municipal Puntarenas | 44   | 44 | 14 | 16 | 14 | 62 | 57 | +5   | Clasifica a cuartos de final                   |
| 8    | A. D. Ramonense      | 42   | 44 | 14 | 14 | 16 | 42 | 44 | −2   | Clasifica a cuartos de final                   |
| 9    | A. D. Limonense      | 41   | 44 | 12 | 17 | 15 | 40 | 45 | −5   |                                                |
| 10   | A. D. Belén          | 35   | 44 | 11 | 13 | 20 | 34 | 55 | −21  |                                                |
| 11   | Municipal Turrialba  | 32   | 44 | 9  | 14 | 21 | 46 | 66 | −20  | Promoción por la permanencia                   |
| 12   | A. D. Carmelita      | 22   | 44 | 5  | 12 | 27 | 33 | 78 | −45  | Descenso de categoría                          |

 Fuente: La República
Criterios de clasificación: Puntos · Diferencia de goles · Goles a favor
Notas:
1. ↑  El 7 de diciembre de 1993, el comité de competición de la Fedefútbol decidió despojar cinco puntos a Turrialba por la inclusión del jugador Freddy Munguío quien estaba mal inscrito ante este órgano.[1] El equipo presentó un recurso de apelación y fue hasta el 4 de enero de 1994 que el comité admitió un error administrativo y que Turrialba actuó de buena fe en esos tres partidos afectados, por lo que acordó devolverle los puntos.[2]

## Resultados
- Los horarios corresponden al tiempo de Costa Rica (UTC-6).
- El calendario de los partidos se presentó el 18 de agosto de 1993.[3]

| San Carlos         | 1 - 0 | Pérez Zeledón | Carlos Ugalde    | 4 de septiembre | 19:00 | 636   |
| Ramonense          | 1 - 3 | Cartaginés    | Guillermo Vargas | 5 de septiembre | 11:00 | 570   |
| Puntarenas         | 3 - 1 | Turrialba     | Lito Pérez       | 5 de septiembre | 11:00 |       |
| Herediano          | 2 - 1 | Limonense     | Rosabal Cordero  | 5 de septiembre | 11:00 | 2 175 |
| Alajuelense        | 1 - 0 | Carmelita     | Morera Soto      | 5 de septiembre | 11:00 | 2 173 |
| Saprissa           | 4 - 1 | Belén         | Nacional         | 5 de septiembre | 11:00 | 2 974 |
| Total de goles: 18 |       |               |                  |                 |       |       |

| Limonense         | 1 - 0 | Ramonense   | Juan Gobán      | 11 de septiembre | 19:00 | 982   |
| Cartaginés        | 1 - 1 | Puntarenas  | Fello Meza      | 12 de septiembre | 11:00 | 1 371 |
| Carmelita         | 1 - 2 | Herediano   | Morera Soto     | 12 de septiembre | 11:00 | 815   |
| Belén             | 0 - 0 | Alajuelense | Rosabal Cordero | 12 de septiembre | 11:00 | 805   |
| Pérez Zeledón     | 0 - 0 | Saprissa    | Municipal       | 12 de septiembre | 11:00 | 1 944 |
| Turrialba         | 0 - 1 | San Carlos  | Rafael Camacho  | 12 de septiembre | 11:00 | 577   |
| Total de goles: 7 |       |             |                 |                  |       |       |

| Alajuelense        | 2 - 0 | Pérez Zeledón | Morera Soto      | 15 de septiembre | 11:00 | 665   |
| Herediano          | 1 - 1 | Belén         | Rosabal Cordero  | 15 de septiembre | 12:00 | 1 045 |
| Puntarenas         | 1 - 1 | San Carlos    | Lito Pérez       | 19 de septiembre | 11:00 |       |
| Ramonense          | 2 - 0 | Carmelita     | Guillermo Vargas | 19 de septiembre | 11:00 | 235   |
| Saprissa           | 2 - 1 | Turrialba     | Nacional         | 19 de septiembre | 11:00 | 1 966 |
| Cartaginés         | 2 - 0 | Limonense     | Fello Meza       | 22 de septiembre | 20:00 |       |
| Total de goles: 13 |       |               |                  |                  |       |       |

| San Carlos         | 2 - 1 | Saprissa      | Carlos Ugalde   | 22 de septiembre | 20:00 | 2 846 |
| Limonense          | 1 - 0 | Puntarenas    | Juan Gobán      | 25 de septiembre | 19:00 | 1 274 |
| Belén              | 1 - 2 | Ramonense     | Rosabal Cordero | 26 de septiembre | 11:00 | 346   |
| Turrialba          | 3 - 3 | Alajuelense   | Rafael Camacho  | 26 de septiembre | 11:00 |       |
| Carmelita          | 2 - 2 | Cartaginés    | Morera Soto     | 26 de septiembre | 11:00 | 365   |
| Herediano          | 3 - 0 | Pérez Zeledón | Rosabal Cordero | 6 de octubre     | 20:00 | 3 236 |
| Total de goles: 20 |       |               |                 |                  |       |       |

| Limonense          | 1 - 1 | Carmelita     | Juan Gobán       | 2 de octubre | 19:00 | 1 035 |
| Puntarenas         | 2 - 0 | Saprissa      | Lito Pérez       | 3 de octubre | 11:00 | 3 424 |
| Ramonense          | 0 - 1 | Pérez Zeledón | Guillermo Vargas | 3 de octubre | 11:00 | 668   |
| Herediano          | 2 - 0 | Turrialba     | Rosabal Cordero  | 3 de octubre | 11:00 | 1 886 |
| Alajuelense        | 4 - 2 | San Carlos    | Morera Soto      | 3 de octubre | 11:00 | 3 313 |
| Cartaginés         | 2 - 0 | Belén         | Fello Meza       | 3 de octubre | 11:00 | 1 093 |
| Total de goles: 15 |       |               |                  |              |       |       |

| San Carlos         | 1 - 0 | Herediano   | Carlos Ugalde    | 9 de octubre  | 19:00 | 1 674  |
| Saprissa           | 1 - 1 | Alajuelense | Ricardo Saprissa | 10 de octubre | 11:00 | 13 342 |
| Turrialba          | 0 - 1 | Ramonense   | Rafael Camacho   | 10 de octubre | 11:00 | 269    |
| Belén              | 0 - 0 | Limonense   | Rosabal Cordero  | 10 de octubre | 11:00 | 107    |
| Pérez Zeledón      | 0 - 0 | Cartaginés  | Municipal        | 10 de octubre | 11:00 | 295    |
| Carmelita          | 4 - 2 | Puntarenas  | Morera Soto      | 10 de octubre | 11:00 | 294    |
| Total de goles: 10 |       |             |                  |               |       |        |

| Limonense          | 0 - 0 | Pérez Zeledón | Juan Gobán       | 16 de octubre | 19:00 | 944   |
| Herediano          | 3 - 0 | Saprissa      | Rosabal Cordero  | 17 de octubre | 11:00 |       |
| Puntarenas         | 2 - 2 | Alajuelense   | Lito Pérez       | 17 de octubre | 11:00 | 2 987 |
| Ramonense          | 1 - 1 | San Carlos    | Guillermo Vargas | 17 de octubre | 11:00 | 1 060 |
| Cartaginés         | 2 - 0 | Turrialba     | Fello Meza       | 17 de octubre | 11:00 | 1 175 |
| Carmelita          | 1 - 0 | Belén         | Morera Soto      | 17 de octubre | 11:00 | 192   |
| Total de goles: 12 |       |               |                  |               |       |       |

| San Carlos         | 1 - 2 | Cartaginés | Carlos Ugalde    | 23 de octubre | 20:00 | 1 990 |
| Belén              | 0 - 0 | Puntarenas | Rosabal Cordero  | 23 de octubre | 20:00 | 389   |
| Turrialba          | 0 - 1 | Limonense  | Rafael Camacho   | 24 de octubre | 11:00 | 353   |
| Pérez Zeledón      | 4 - 2 | Carmelita  | Municipal        | 24 de octubre | 11:00 | 169   |
| Alajuelense        | 1 - 0 | Herediano  | Morera Soto      | 24 de octubre | 11:00 |       |
| Saprissa           | 1 - 1 | Ramonense  | Ricardo Saprissa | 24 de octubre | 12:00 | 3 165 |
| Total de goles: 13 |       |            |                  |               |       |       |

| Limonense          | 3 - 0 | San Carlos    | Juan Gobán       | 30 de octubre | 14:00 |       |
| Belén              | 2 - 0 | Pérez Zeledón | Rosabal Cordero  | 30 de octubre | 20:00 | 428   |
| Carmelita          | 0 - 4 | Turrialba     | Morera Soto      | 31 de octubre | 11:00 | 180   |
| Ramonense          | 2 - 1 | Alajuelense   | Guillermo Vargas | 31 de octubre | 11:00 | 2 666 |
| Puntarenas         | 0 - 1 | Herediano     | Lito Pérez       | 31 de octubre | 11:00 |       |
| Cartaginés         | 2 - 2 | Saprissa      | Fello Meza       | 31 de octubre | 11:00 | 5 726 |
| Total de goles: 17 |       |               |                  |               |       |       |

| Turrialba          | 3 - 1 | Belén         | Rafael Camacho   | 6 de noviembre | 19:00 | 417   |
| San Carlos         | 1 - 0 | Carmelita     | Carlos Ugalde    | 6 de noviembre | 20:00 | 936   |
| Puntarenas         | 2 - 2 | Pérez Zeledón | Lito Pérez       | 7 de noviembre | 11:00 | 366   |
| Herediano          | 1 - 0 | Ramonense     | Rosabal Cordero  | 7 de noviembre | 11:00 | 2 524 |
| Saprissa           | 1 - 0 | Limonense     | Ricardo Saprissa | 7 de noviembre | 11:00 | 2 710 |
| Alajuelense        | 1 - 0 | Cartaginés    | Morera Soto      | 7 de noviembre | 11:00 | 5 210 |
| Total de goles: 12 |       |               |                  |                |       |       |

| Belén             | 0 - 0 | San Carlos  | Rosabal Cordero  | 13 de noviembre | 15:00 | 601   |
| Pérez Zeledón     | 1 - 1 | Turrialba   | Municipal        | 13 de noviembre | 19:00 | 720   |
| Ramonense         | 0 - 0 | Puntarenas  | Guillermo Vargas | 13 de noviembre | 20:00 | 1 526 |
| Carmelita         | 0 - 3 | Saprissa    | Morera Soto      | 13 de noviembre | 20:00 |       |
| Cartaginés        | 1 - 0 | Herediano   | Fello Meza       | 14 de noviembre | 11:00 | 3 294 |
| Limonense         | 1 - 1 | Alajuelense | Juan Gobán       | 14 de noviembre | 12:00 | 2 600 |
| Total de goles: 8 |       |             |                  |                 |       |       |

| Pérez Zeledón     | 1 - 0 | San Carlos  | Municipal       | 20 de noviembre | 19:00 | 625   |
| Carmelita         | 0 - 2 | Alajuelense | Morera Soto     | 20 de noviembre | 20:00 |       |
| Turrialba         | 1 - 0 | Puntarenas  | Rafael Camacho  | 21 de noviembre | 11:00 | 681   |
| Cartaginés        | 0 - 0 | Ramonense   | Fello Meza      | 21 de noviembre | 11:00 | 1 073 |
| Limonense         | 1 - 1 | Herediano   | Juan Gobán      | 21 de noviembre | 11:00 | 1 298 |
| Belén             | 2 - 1 | Saprissa    | Rosabal Cordero | 21 de noviembre | 11:00 | 1 660 |
| Total de goles: 9 |       |             |                 |                 |       |       |

| Saprissa           | 1 - 0 | Pérez Zeledón | Ricardo Saprissa | 27 de noviembre | 20:00 | 2 035 |
| San Carlos         | 2 - 1 | Turrialba     | Carlos Ugalde    | 27 de noviembre | 20:00 | 894   |
| Puntarenas         | 1 - 1 | Cartaginés    | Lito Pérez       | 28 de noviembre | 11:00 | 289   |
| Alajuelense        | 2 - 1 | Belén         | Morera Soto      | 28 de noviembre | 11:00 |       |
| Herediano          | 2 - 1 | Carmelita     | Rosabal Cordero  | 28 de noviembre | 11:00 | 1 600 |
| Ramonense          | 3 - 0 | Limonense     | Guillermo Vargas | 28 de noviembre | 15:00 | 1 129 |
| Total de goles: 15 |       |               |                  |                 |       |       |

| Carmelita          | 0 - 0 | Ramonense   | Morera Soto     | 4 de diciembre  | 20:00 | 426   |
| Pérez Zeledón      | 0 - 2 | Alajuelense | Municipal       | 5 de diciembre  | 11:00 | 1 425 |
| Limonense          | 2 - 2 | Cartaginés  | Juan Gobán      | 5 de diciembre  | 11:00 | 907   |
| Belén              | 2 - 4 | Herediano   | Rosabal Cordero | 5 de diciembre  | 11:00 | 1 538 |
| San Carlos         | 2 - 2 | Puntarenas  | Carlos Ugalde   | 5 de diciembre  | 15:00 | 1 571 |
| Turrialba          | 1 - 1 | Saprissa    | Rafael Camacho  | 22 de diciembre | 20:00 | 2 520 |
| Total de goles: 18 |       |             |                 |                 |       |       |

| Cartaginés         | 1 - 1 | Carmelita  | Fello Meza       | 8 de diciembre  | 15:00 | 1 114 |
| Saprissa           | 1 - 1 | San Carlos | Ricardo Saprissa | 8 de diciembre  | 15:00 | 4 352 |
| Puntarenas         | 3 - 3 | Limonense  | Lito Pérez       | 8 de diciembre  | 19:00 | 890   |
| Ramonense          | 1 - 0 | Belén      | Guillermo Vargas | 8 de diciembre  | 20:00 | 1 112 |
| Alajuelense        | 3 - 1 | Turrialba  | Morera Soto      | 8 de diciembre  | 20:00 | 3 900 |
| Pérez Zeledón      | 3 - 1 | Herediano  | Municipal        | 22 de diciembre | 20:00 | 960   |
| Total de goles: 19 |       |            |                  |                 |       |       |

| Pérez Zeledón      | 1 - 2 | Ramonense   | Municipal        | 11 de diciembre | 19:00 | 574   |
| Carmelita          | 1 - 0 | Limonense   | Morera Soto      | 11 de diciembre | 20:00 | 366   |
| Saprissa           | 3 - 2 | Puntarenas  | Ricardo Saprissa | 12 de diciembre | 11:00 | 2 146 |
| San Carlos         | 2 - 2 | Alajuelense | Carlos Ugalde    | 12 de diciembre | 11:00 | 1 933 |
| Belén              | 1 - 1 | Cartaginés  | Rosabal Cordero  | 12 de diciembre | 11:00 | 176   |
| Turrialba          | 0 - 0 | Herediano   | Rafael Camacho   | 12 de diciembre | 15:00 | 1 125 |
| Total de goles: 15 |       |             |                  |                 |       |       |

| Limonense          | 0 - 0 | Belén         | Juan Gobán       | 18 de diciembre | 14:00 | 350    |
| Ramonense          | 0 - 1 | Turrialba     | Guillermo Vargas | 18 de diciembre | 20:00 | 1 137  |
| Herediano          | 4 - 0 | San Carlos    | Rosabal Cordero  | 18 de diciembre | 20:00 | 2 214  |
| Cartaginés         | 0 - 1 | Pérez Zeledón | Fello Meza       | 18 de diciembre | 20:00 |        |
| Alajuelense        | 1 - 1 | Saprissa      | Morera Soto      | 19 de diciembre | 11:00 | 12 462 |
| Puntarenas         | 2 - 1 | Carmelita     | Lito Pérez       | 19 de diciembre | 11:00 | 253    |
| Total de goles: 11 |       |               |                  |                 |       |        |

| Alajuelense        | 1 - 1 | Puntarenas | Morera Soto      | 23 de diciembre | 20:00 |        |
| Belén              | 2 - 0 | Carmelita  | Rosabal Cordero  | 23 de diciembre | 20:00 | 143    |
| Saprissa           | 3 - 3 | Herediano  | Ricardo Saprissa | 25 de diciembre | 15:00 | 11 558 |
| Turrialba          | 1 - 0 | Cartaginés | Rafael Camacho   | 25 de diciembre | 15:00 | 1 742  |
| San Carlos         | 1 - 0 | Ramonense  | Carlos Ugalde    | 25 de diciembre | 20:00 | 1 313  |
| Pérez Zeledón      | 1 - 0 | Limonense  | Municipal        | 26 de diciembre | 15:00 | 1 625  |
| Total de goles: 13 |       |            |                  |                 |       |        |

| Carmelita          | 2 - 0 | Pérez Zeledón | Morera Soto      | 29 de diciembre | 18:00 | 227    |
| Herediano          | 0 - 0 | Alajuelense   | Rosabal Cordero  | 29 de diciembre | 20:00 | 10 200 |
| Ramonense          | 3 - 1 | Saprissa      | Guillermo Vargas | 29 de diciembre | 20:00 | 2 387  |
| Cartaginés         | 1 - 1 | San Carlos    | Fello Meza       | 29 de diciembre | 20:00 |        |
| Puntarenas         | 2 - 0 | Belén         | Lito Pérez       | 29 de diciembre | 20:00 | 395    |
| Limonense          | 2 - 1 | Turrialba     | Juan Gobán       | 29 de diciembre | 20:00 | 1 104  |
| Total de goles: 13 |       |               |                  |                 |       |        |

| Turrialba          | 2 - 0 | Carmelita  | Rafael Camacho   |       | 15:00 | 727 |
| San Carlos         | 2 - 1 | Limonense  | Carlos Ugalde    | 20:00 | 1 200 |     |
| Alajuelense        | 4 - 0 | Ramonense  | Morera Soto      |       | 11:00 |     |
| Herediano          | 1 - 1 | Puntarenas | Rosabal Cordero  | 11:00 | 2 726 |     |
| Saprissa           | 1 - 2 | Cartaginés | Ricardo Saprissa | 15:00 | 3 537 |     |
| Pérez Zeledón      | 2 - 1 | Belén      | Municipal        |       | 19:00 | 867 |
| Total de goles: 17 |       |            |                  |       |       |     |

| Pérez Zeledón      | 1 - 0 | Puntarenas  | Municipal        |       | 19:00 | 1 094 |
| Carmelita          | 1 - 1 | San Carlos  | Morera Soto      | 20:00 | 452   |       |
| Belén              | 0 - 0 | Turrialba   | Rosabal Cordero  |       | 11:00 | 202   |
| Limonense          | 1 - 1 | Saprissa    | Juan Gobán       | 11:00 |       |       |
| Cartaginés         | 3 - 1 | Alajuelense | Fello Meza       | 11:00 | 3 732 |       |
| Ramonense          | 1 - 1 | Herediano   | Guillermo Vargas | 15:00 | 1 940 |       |
| Total de goles: 11 |       |             |                  |       |       |       |

| Puntarenas         | 3 - 1 | Ramonense     | Lito Pérez       |       | 19:00 | 1 069 |
| Turrialba          | 0 - 0 | Pérez Zeledón | Rafael Camacho   | 19:00 | 761   |       |
| Alajuelense        | 2 - 0 | Limonense     | Morera Soto      | 19:00 |       |       |
| San Carlos         | 2 - 0 | Belén         | Carlos Ugalde    | 20:00 | 840   |       |
| Saprissa           | 3 - 1 | Carmelita     | Ricardo Saprissa | 20:00 | 1 474 |       |
| Herediano          | 0 - 3 | Cartaginés    | Rosabal Cordero  | 20:00 |       |       |
| Total de goles: 15 |       |               |                  |       |       |       |

| Alajuelense        | 1 - 1 | Carmelita     | Morera Soto      |              | 20:00 |       |
| Puntarenas         | 2 - 0 | Turrialba     | Lito Pérez       |              | 19:00 | 1 489 |
| San Carlos         | 2 - 2 | Pérez Zeledón | Carlos Ugalde    | 20:00        |       |       |
| Herediano          | 0 - 0 | Limonense     | Rosabal Cordero  |              | 11:00 | 644   |
| Ramonense          | 0 - 0 | Cartaginés    | Guillermo Vargas | 15:00        | 1 439 |       |
| Saprissa           | 2 - 0 | Belén         | Ricardo Saprissa | 2 de febrero | 20:00 | 4 416 |
| Total de goles: 10 |       |               |                  |              |       |       |

| Limonense         | 0 - 0 | Ramonense   | Juan Gobán      |       | 19:00 | 572 |
| Carmelita         | 1 - 0 | Herediano   | Morera Soto     |       | 20:00 |     |
| Turrialba         | 0 - 1 | San Carlos  | Rafael Camacho  | 20:00 | 539   |     |
| Cartaginés        | 0 - 0 | Puntarenas  | Fello Meza      |       | 11:00 |     |
| Belén             | 0 - 2 | Alajuelense | Rosabal Cordero | 11:00 | 639   |     |
| Pérez Zeledón     | 1 - 0 | Saprissa    | Municipal       | 11:00 | 1 494 |     |
| Total de goles: 5 |       |             |                 |       |       |     |

| Alajuelense        | 1 - 0 | Pérez Zeledón | Morera Soto      |            | 19:00 |       |
| Puntarenas         | 1 - 0 | San Carlos    | Lito Pérez       | 19:00      | 1 370 |       |
| Ramonense          | 2 - 0 | Carmelita     | Guillermo Vargas | 20:00      | 551   |       |
| Saprissa           | 3 - 1 | Turrialba     | Ricardo Saprissa | 20:00      | 628   |       |
| Herediano          | 2 - 2 | Belén         | Rosabal Cordero  | 2 de marzo | 20:00 | 1 231 |
| Cartaginés         | 1 - 2 | Limonense     | Fello Meza       | 2 de marzo | 20:00 | 862   |
| Total de goles: 15 |       |               |                  |            |       |       |

| Limonense          | 2 - 2 | Puntarenas  | Juan Gobán      |              | 14:00 | 612   |
| Belén              | 3 - 2 | Ramonense   | Rosabal Cordero | 20:00        | 52    |       |
| Carmelita          | 1 - 1 | Cartaginés  | Morera Soto     | 20:00        |       |       |
| Turrialba          | 1 - 4 | Alajuelense | Rafael Camacho  |              | 11:00 | 1 035 |
| San Carlos         | 0 - 3 | Saprissa    | Carlos Ugalde   | 15:00        | 2 550 |       |
| Pérez Zeledón      | 0 - 0 | Herediano   | Municipal       | 2 de febrero | 19:00 | 905   |
| Total de goles: 19 |       |             |                 |              |       |       |

| Alajuelense        | 2 - 0 | San Carlos    | Morera Soto      | 9 de febrero  | 19:00 |     |
| Ramonense          | 1 - 0 | Pérez Zeledón | Guillermo Vargas | 9 de febrero  | 19:00 | 410 |
| Limonense          | 2 - 0 | Carmelita     | Juan Gobán       | 9 de febrero  | 19:00 |     |
| Puntarenas         | 1 - 2 | Saprissa      | Lito Pérez       | 9 de febrero  | 20:00 |     |
| Cartaginés         | 2 - 1 | Belén         | Fello Meza       | 16 de febrero | 20:00 | 795 |
| Herediano          | 1 - 1 | Turrialba     | Rosabal Cordero  | 16 de marzo   | 20:00 | 685 |
| Total de goles: 13 |       |               |                  |               |       |     |

| Carmelita         | 1 - 2 | Puntarenas  | Morera Soto      | 12 de febrero | 20:00 |        |
| Belén             | 1 - 0 | Limonense   | Rosabal Cordero  | 13 de febrero | 11:00 | 115    |
| Pérez Zeledón     | 1 - 1 | Cartaginés  | Municipal        | 13 de febrero | 11:00 | 478    |
| Turrialba         | 0 - 0 | Ramonense   | Rafael Camacho   | 13 de febrero | 11:00 | 214    |
| Saprissa          | 1 - 0 | Alajuelense | Ricardo Saprissa | 13 de febrero | 16:00 | 13 131 |
| San Carlos        | 1 - 1 | Herediano   | Carlos Ugalde    | 16 de febrero | 20:00 | 737    |
| Total de goles: 9 |       |             |                  |               |       |        |

| Limonense          | 3 - 0 | Pérez Zeledón | Juan Gobán       | 19 de febrero | 19:00 | 783   |
| Carmelita          | 1 - 1 | Belén         | Morera Soto      | 19 de febrero | 20:00 |       |
| Herediano          | 1 - 1 | Saprissa      | Rosabal Cordero  | 20 de febrero | 11:00 | 4 786 |
| Puntarenas         | 2 - 3 | Alajuelense   | Lito Pérez       | 20 de febrero | 11:00 |       |
| Cartaginés         | 3 - 0 | Turrialba     | Fello Meza       | 20 de febrero | 11:00 | 901   |
| Ramonense          | 1 - 1 | San Carlos    | Guillermo Vargas | 20 de febrero | 15:00 | 850   |
| Total de goles: 17 |       |               |                  |               |       |       |

| Pérez Zeledón      | 2 - 0 | Carmelita  | Municipal        | 23 de febrero | 19:00 | 389   |
| Alajuelense        | 0 - 1 | Herediano  | Morera Soto      | 23 de febrero | 19:30 |       |
| Belén              | 1 - 0 | Puntarenas | Rosabal Cordero  | 23 de febrero | 20:00 | 96    |
| San Carlos         | 2 - 0 | Cartaginés | Carlos Ugalde    | 23 de febrero | 20:00 | 792   |
| Saprissa           | 3 - 0 | Ramonense  | Ricardo Saprissa | 23 de febrero | 20:00 | 1 238 |
| Turrialba          | 2 - 2 | Limonense  | Rafael Camacho   | 23 de febrero | 20:00 | 382   |
| Total de goles: 13 |       |            |                  |               |       |       |

| Limonense          | 3 - 1 | San Carlos    | Juan Gobán       | 26 de febrero | 19:00 | 1 086 |
| Carmelita          | 1 - 1 | Turrialba     | Morera Soto      | 26 de febrero | 20:00 |       |
| Belén              | 1 - 1 | Pérez Zeledón | Rosabal Cordero  | 26 de febrero | 20:00 | 246   |
| Puntarenas         | 1 - 3 | Herediano     | Lito Pérez       | 27 de febrero | 11:00 | 1 027 |
| Ramonense          | 0 - 1 | Alajuelense   | Guillermo Vargas | 27 de febrero | 11:00 | 1 082 |
| Cartaginés         | 0 - 0 | Saprissa      | Fello Meza       | 27 de febrero | 15:00 | 5 670 |
| Total de goles: 13 |       |               |                  |               |       |       |

| Puntarenas         | 2 - 1 | Pérez Zeledón | Lito Pérez       | 5 de marzo | 20:00 | 636   |
| San Carlos         | 4 - 0 | Carmelita     | Carlos Ugalde    | 5 de marzo | 20:00 | 472   |
| Saprissa           | 0 - 0 | Limonense     | Ricardo Saprissa | 5 de marzo | 20:00 | 3 151 |
| Alajuelense        | 0 - 0 | Cartaginés    | Morera Soto      | 5 de marzo | 20:00 |       |
| Turrialba          | 2 - 0 | Belén         | Rafael Camacho   | 6 de marzo | 11:00 | 405   |
| Herediano          | 2 - 1 | Ramonense     | Rosabal Cordero  | 6 de marzo | 11:00 |       |
| Total de goles: 12 |       |               |                  |            |       |       |

| Pérez Zeledón      | 4 - 2 | Turrialba   | Municipal        | 9 de marzo | 19:00 | 474   |
| Ramonense          | 2 - 1 | Puntarenas  | Guillermo Vargas | 9 de marzo | 20:00 | 618   |
| Belén              | 0 - 0 | San Carlos  | Rosabal Cordero  | 9 de marzo | 20:00 | 86    |
| Carmelita          | 2 - 2 | Saprissa    | Morera Soto      | 9 de marzo | 20:00 |       |
| Limonense          | 1 - 1 | Alajuelense | Juan Gobán       | 9 de marzo | 20:00 | 2 392 |
| Cartaginés         | 0 - 1 | Herediano   | Fello Meza       | 9 de marzo | 20:00 | 1 714 |
| Total de goles: 16 |       |             |                  |            |       |       |

| Turrialba          | 1 - 1 | Puntarenas  | Rafael Camacho  | 12 de marzo | 19:00 | 411   |
| Pérez Zeledón      | 1 - 1 | San Carlos  | Municipal       | 12 de marzo | 19:00 | 676   |
| Belén              | 0 - 2 | Saprissa    | Rosabal Cordero | 12 de marzo | 20:00 | 1 086 |
| Cartaginés         | 1 - 0 | Ramonense   | Fello Meza      | 12 de marzo | 20:00 | 507   |
| Limonense          | 2 - 0 | Herediano   | Juan Gobán      | 13 de marzo | 11:00 | 1 103 |
| Carmelita          | 0 - 1 | Alajuelense | Morera Soto     | 13 de marzo | 16:00 |       |
| Total de goles: 10 |       |             |                 |             |       |       |

| Saprissa           | 1 - 0 | Pérez Zeledón | Ricardo Saprissa | 19 de marzo | 15:00 | 1 692 |
| Herediano          | 2 - 0 | Carmelita     | Rosabal Cordero  | 19 de marzo | 20:00 | 855   |
| Ramonense          | 3 - 0 | Limonense     | Guillermo Vargas | 19 de marzo | 20:00 | 711   |
| San Carlos         | 2 - 1 | Turrialba     | Carlos Ugalde    | 19 de marzo | 20:00 | 736   |
| Puntarenas         | 4 - 1 | Cartaginés    | Lito Pérez       | 20 de marzo | 11:00 | 674   |
| Alajuelense        | 1 - 2 | Belén         | Morera Soto      | 20 de marzo | 11:00 |       |
| Total de goles: 17 |       |               |                  |             |       |       |

| Pérez Zeledón      | 3 - 2 | Alajuelense | Municipal       | 23 de marzo | 19:00 | 1 544 |
| San Carlos         | 2 - 3 | Puntarenas  | Carlos Ugalde   | 23 de marzo | 20:00 | 1 096 |
| Turrialba          | 2 - 2 | Saprissa    | Rafael Camacho  | 23 de marzo | 20:00 | 1 129 |
| Carmelita          | 1 - 2 | Ramonense   | Morera Soto     | 23 de marzo | 20:00 |       |
| Belén              | 3 - 1 | Herediano   | Rosabal Cordero | 13 de abril | 20:00 | 1 539 |
| Limonense          | 0 - 1 | Cartaginés  | Juan Gobán      | 13 de abril | 20:00 | 824   |
| Total de goles: 22 |       |             |                 |             |       |       |

| Ramonense          | 1 - 0 | Belén         | Guillermo Vargas | 26 de marzo | 20:00 |       |
| Alajuelense        | 5 - 1 | Turrialba     | Morera Soto      | 27 de marzo | 11:00 | 1 762 |
| Saprissa           | 0 - 2 | San Carlos    | Ricardo Saprissa | 27 de marzo | 11:00 | 3 016 |
| Herediano          | 1 - 1 | Pérez Zeledón | Rosabal Cordero  | 27 de marzo | 11:00 | 1 609 |
| Puntarenas         | 2 - 1 | Limonense     | Lito Pérez       | 27 de marzo | 11:00 | 940   |
| Cartaginés         | 2 - 0 | Carmelita     | Fello Meza       | 27 de marzo | 15:00 | 841   |
| Total de goles: 16 |       |               |                  |             |       |       |

| Pérez Zeledón     | 1 - 1 | Ramonense   | Municipal        | 30 de marzo | 19:00 | 1 221 |
| Carmelita         | 0 - 0 | Limonense   | Morera Soto      | 30 de marzo | 20:00 | 106   |
| San Carlos        | 0 - 0 | Alajuelense | Carlos Ugalde    | 30 de marzo | 20:00 | 3 467 |
| Saprissa          | 2 - 1 | Puntarenas  | Ricardo Saprissa | 30 de marzo | 20:00 | 3 305 |
| Belén             | 1 - 0 | Cartaginés  | Rosabal Cordero  | 30 de marzo | 20:00 | 267   |
| Turrialba         | 1 - 2 | Herediano   | Rafael Camacho   | 17 de abril | 11:00 | 560   |
| Total de goles: 9 |       |             |                  |             |       |       |

| Limonense          | 1 - 0 | Belén         | Juan Gobán       | 3 de abril | 11:00 | 326    |
| Puntarenas         | 5 - 1 | Carmelita     | Lito Pérez       | 3 de abril | 11:00 | 573    |
| Herediano          | 0 - 0 | San Carlos    | Rosabal Cordero  | 3 de abril | 11:00 |        |
| Cartaginés         | 0 - 0 | Pérez Zeledón | Fello Meza       | 3 de abril | 11:00 | 469    |
| Alajuelense        | 2 - 1 | Saprissa      | Morera Soto      | 3 de abril | 11:00 | 10 120 |
| Ramonense          | 3 - 3 | Turrialba     | Guillermo Vargas | 3 de abril | 15:00 | 650    |
| Total de goles: 16 |       |               |                  |            |       |        |

| Pérez Zeledón      | 1 - 0 | Limonense  | Municipal        | 6 de abril | 19:00 | 916   |
| Belén              | 1 - 1 | Carmelita  | Rosabal Cordero  | 6 de abril | 20:00 | 160   |
| San Carlos         | 1 - 0 | Ramonense  | Carlos Ugalde    | 6 de abril | 20:00 | 734   |
| Saprissa           | 0 - 0 | Herediano  | Ricardo Saprissa | 6 de abril | 20:00 | 3 246 |
| Alajuelense        | 4 - 0 | Puntarenas | Morera Soto      | 6 de abril | 20:00 | 2 557 |
| Turrialba          | 2 - 2 | Cartaginés | Rafael Camacho   | 6 de abril | 20:00 | 457   |
| Total de goles: 12 |       |            |                  |            |       |       |

| Limonense          | 2 - 1 | Turrialba     | Juan Gobán       | 9 de abril  | 20:00 |       |
| Puntarenas         | 0 - 1 | Belén         | Lito Pérez       | 10 de abril | 11:00 | 393   |
| Herediano          | 3 - 1 | Alajuelense   | Rosabal Cordero  | 10 de abril | 11:00 | 5 253 |
| Ramonense          | 1 - 1 | Saprissa      | Guillermo Vargas | 10 de abril | 15:00 | 1 735 |
| Cartaginés         | 2 - 0 | San Carlos    | Fello Meza       | 10 de abril | 15:00 |       |
| Carmelita          | 1 - 3 | Pérez Zeledón | Morera Soto      | 10 de abril | 16:00 | 251   |
| Total de goles: 16 |       |               |                  |             |       |       |

| Alajuelense        | 1 - 0 | Ramonense  | Morera Soto      | 20 de abril | 20:00 |     |
| Herediano          | 0 - 0 | Puntarenas | Rosabal Cordero  | 20 de abril | 20:00 | 834 |
| Pérez Zeledón      | 5 - 0 | Belén      | Municipal        | 20 de abril | 20:00 | 769 |
| Saprissa           | 1 - 0 | Cartaginés | Ricardo Saprissa | 20 de abril | 20:00 |     |
| Turrialba          | 1 - 0 | Carmelita  | Rafael Camacho   | 20 de abril | 20:00 |     |
| San Carlos         | 1 - 1 | Limonense  | Carlos Ugalde    | 20 de abril | 20:00 | 573 |
| Total de goles: 10 |       |            |                  |             |       |     |

| Cartaginés         | 3 - 1 | Alajuelense | Fello Meza           | 24 de abril | 11:00 | 1 794 |
| Belén              | 1 - 0 | Turrialba   | Rosabal Cordero      | 24 de abril | 11:00 | 496   |
| Limonense          | 0 - 3 | Saprissa    | Juan Gobán           | 24 de abril | 11:00 | 1 338 |
| Pérez Zeledón      | 1 - 1 | Puntarenas  | Municipal            | 24 de abril | 11:00 | 1 103 |
| Ramonense          | 1 - 1 | Herediano   | Guillermo Vargas     | 24 de abril | 11:00 | 639   |
| Carmelita          | 2 - 4 | San Carlos  | Municipal de Naranjo | 24 de abril | 11:00 | 108   |
| Total de goles: 18 |       |             |                      |             |       |       |

| Puntarenas         | 1 - 0 | Ramonense     | Lito Pérez       | 27 de abril | 20:00 |     |
| Turrialba          | 1 - 0 | Pérez Zeledón | Rafael Camacho   | 27 de abril | 20:00 |     |
| San Carlos         | 1 - 0 | Belén         | Carlos Ugalde    | 27 de abril | 20:00 |     |
| Saprissa           | 3 - 0 | Carmelita     | Ricardo Saprissa | 27 de abril | 20:00 | 873 |
| Alajuelense        | 1 - 0 | Limonense     | Morera Soto      | 27 de abril | 20:00 |     |
| Herediano          | 2 - 1 | Cartaginés    | Rosabal Cordero  | 27 de abril | 20:00 |     |
| Total de goles: 10 |       |               |                  |             |       |     |

## Fase final

### Cuadro de desarrollo
|  | Cuartos de final | Cuartos de final | Cuartos de final | Cuartos de final | Cuartos de final |   |             | Semifinales | Semifinales | Semifinales | Semifinales | Semifinales |  |             | Final de segunda ronda | Final de segunda ronda | Final de segunda ronda | Final de segunda ronda | Final de segunda ronda |  |             | Gran final  | Gran final | Gran final | Gran final | Gran final |  |
|  |                  |                  |                  |                  |                  |   |             |             |             |             |             |             |  |             |                        |                        |                        |                        |                        |  |             |             |            |            |            |            |  |
|  |                  |                  |                  |                  |                  |   |             |             |             |             |             |             |  |             |                        |                        |                        |                        |                        |  |             |             |            |            |            |            |  |
|  | Alajuelense      | Alajuelense      | 1                | 1                | 2                |   |             |             |             |             |             |             |  |             |                        |                        |                        |                        |                        |  |             |             |            |            |            |            |  |
|  | Alajuelense      | Alajuelense      | 1                | 1                | 2                |   |             |             |             |             |             |             |  |             |                        |                        |                        |                        |                        |  |             |             |            |            |            |            |  |
|  | Ramonense        | Ramonense        | 1                | 0                | 1                |   |             |             |             |             |             |             |  |             |                        |                        |                        |                        |                        |  |             |             |            |            |            |            |  |
|  | Ramonense        | Ramonense        | 1                | 0                | 1                |   | Alajuelense | Alajuelense | 0           | 3           | 3           |             |  |             |                        |                        |                        |                        |                        |  |             |             |            |            |            |            |  |
|  |                  |                  |                  |                  |                  |   | Alajuelense | Alajuelense | 0           | 3           | 3           |             |  |             |                        |                        |                        |                        |                        |  |             |             |            |            |            |            |  |
|  |                  |                  | Cartaginés       | Cartaginés       | 1                | 0 | 1           |             |             |             |             |             |  |             |                        |                        |                        |                        |                        |  |             |             |            |            |            |            |  |
|  | Cartaginés       | Cartaginés       | Cartaginés       | Cartaginés       | 1                | 0 | 1           | 2           | 5           | 7           |             |             |  |             |                        |                        |                        |                        |                        |  |             |             |            |            |            |            |  |
|  | Cartaginés       | Cartaginés       |                  |                  |                  |   |             |             |             | 7           |             |             |  |             |                        |                        |                        |                        |                        |  |             |             |            |            |            |            |  |
|  | San Carlos       | San Carlos       | 1                | 0                | 1                |   |             |             |             |             |             |             |  |             |                        |                        |                        |                        |                        |  |             |             |            |            |            |            |  |
|  | San Carlos       | San Carlos       | 1                | 0                | 1                |   |             |             |             |             |             |             |  | Alajuelense | Alajuelense            | 0                      | 1                      | 1                      |                        |  |             |             |            |            |            |            |  |
|  |                  |                  |                  |                  |                  |   |             |             |             |             |             |             |  | Alajuelense | Alajuelense            | 0                      | 1                      | 1                      |                        |  |             |             |            |            |            |            |  |
|  |                  |                  | Saprissa         | Saprissa         | 1                | 1 | 2           |             |             |             |             |             |  |             |                        |                        |                        |                        |                        |  |             |             |            |            |            |            |  |
|  | Saprissa         | Saprissa         | Saprissa         | Saprissa         | 1                | 1 | 2           | 0           | 2           | 2           |             |             |  |             |                        |                        |                        |                        |                        |  |             |             |            |            |            |            |  |
|  | Saprissa         | Saprissa         |                  |                  |                  |   |             |             |             | 2           |             |             |  |             |                        |                        |                        |                        |                        |  |             |             |            |            |            |            |  |
|  | Pérez Zeledón    | Pérez Zeledón    | 1                | 0                | 1                |   |             |             |             |             |             |             |  |             |                        |                        |                        |                        |                        |  |             |             |            |            |            |            |  |
|  | Pérez Zeledón    | Pérez Zeledón    | 1                | 0                | 1                |   | Saprissa    | Saprissa    | 1           | 4           | 5           |             |  |             |                        |                        |                        |                        |                        |  |             |             |            |            |            |            |  |
|  |                  |                  |                  |                  |                  |   | Saprissa    | Saprissa    | 1           | 4           | 5           |             |  |             |                        |                        |                        |                        |                        |  |             |             |            |            |            |            |  |
|  |                  |                  | Puntarenas       | Puntarenas       | 0                | 1 | 1           |             |             |             |             |             |  |             |                        |                        |                        |                        |                        |  |             |             |            |            |            |            |  |
|  | Herediano        | Herediano        | Puntarenas       | Puntarenas       | 0                | 1 | 1           | 0           | 1           | 1           |             |             |  |             |                        |                        |                        |                        |                        |  |             |             |            |            |            |            |  |
|  | Herediano        | Herediano        |                  |                  |                  |   |             |             |             | 1           |             |             |  |             |                        |                        |                        |                        |                        |  |             |             |            |            |            |            |  |
|  | Puntarenas       | Puntarenas       | 1                | 1                | 2                |   |             |             |             |             |             |             |  |             |                        |                        |                        |                        |                        |  |             |             |            |            |            |            |  |
|  | Puntarenas       | Puntarenas       | 1                | 1                | 2                |   |             |             |             |             |             |             |  |             |                        |                        |                        |                        |                        |  | Alajuelense | Alajuelense | 0          | 2          | 2          |            |  |
|  |                  |                  |                  |                  |                  |   |             |             |             |             |             |             |  |             |                        |                        |                        |                        |                        |  | Alajuelense | Alajuelense | 0          | 2          | 2          |            |  |
|  |                  |                  | Saprissa         | Saprissa         | 2                | 1 | 3           |             |             |             |             |             |  |             |                        |                        |                        |                        |                        |  |             |             |            |            |            |            |  |
|  |                  |                  | Saprissa         | Saprissa         | 2                | 1 | 3           |             |             |             |             |             |  |             |                        |                        |                        |                        |                        |  |             |             |            |            |            |            |  |
|  |                  |                  |                  |                  |                  |   |             |             |             |             |             |             |  |             |                        |                        |                        |                        |                        |  |             |             |            |            |            |            |  |
|  |                  |                  |                  |                  |                  |   |             |             |             |             |             |             |  |             |                        |                        |                        |                        |                        |  |             |             |            |            |            |            |  |
|  |                  |                  |                  |                  |                  |   |             |             |             |             |             |             |  |             |                        |                        |                        |                        |                        |  |             |             |            |            |            |            |  |
|  |                  |                  |                  |                  |                  |   |             |             |             |             |             |             |  |             |                        |                        |                        |                        |                        |  |             |             |            |            |            |            |  |
|  |                  |                  |                  |                  |                  |   |             |             |             |             |             |             |  |             |                        |                        |                        |                        |                        |  |             |             |            |            |            |            |  |
|  |                  |                  |                  |                  |                  |   |             |             |             |             |             |             |  |             |                        |                        |                        |                        |                        |  |             |             |            |            |            |            |  |
|  |                  |                  |                  |                  |                  |   |             |             |             |             |             |             |  |             |                        |                        |                        |                        |                        |  |             |             |            |            |            |            |  |
|  |                  |                  |                  |                  |                  |   |             |             |             |             |             |             |  |             |                        |                        |                        |                        |                        |  |             |             |            |            |            |            |  |
|  |                  |                  |                  |                  |                  |   |             |             |             |             |             |             |  |             |                        |                        |                        |                        |                        |  |             |             |            |            |            |            |  |
|  |                  |                  |                  |                  |                  |   |             |             |             |             |             |             |  |             |                        |                        |                        |                        |                        |  |             |             |            |            |            |            |  |
|  |                  |                  |                  |                  |                  |   |             |             |             |             |             |             |  |             |                        |                        |                        |                        |                        |  |             |             |            |            |            |            |  |
|  |                  |                  |                  |                  |                  |   |             |             |             |             |             |             |  |             |                        |                        |                        |                        |                        |  |             |             |            |            |            |            |  |
|  |                  |                  |                  |                  |                  |   |             |             |             |             |             |             |  |             |                        |                        |                        |                        |                        |  |             |             |            |            |            |            |  |
|  |                  |                  |                  |                  |                  |   |             |             |             |             |             |             |  |             |                        |                        |                        |                        |                        |  |             |             |            |            |            |            |  |
|  |                  |                  |                  |                  |                  |   |             |             |             |             |             |             |  |             |                        |                        |                        |                        |                        |  |             |             |            |            |            |            |  |
|  |                  |                  |                  |                  |                  |   |             |             |             |             |             |             |  |             |                        |                        |                        |                        |                        |  |             |             |            |            |            |            |  |
|  |                  |                  |                  |                  |                  |   |             |             |             |             |             |             |  |             |                        |                        |                        |                        |                        |  |             |             |            |            |            |            |  |
|  |                  |                  |                  |                  |                  |   |             |             |             |             |             |             |  |             |                        |                        |                        |                        |                        |  |             |             |            |            |            |            |  |
|  |                  |                  |                  |                  |                  |   |             |             |             |             |             |             |  |             |                        |                        |                        |                        |                        |  |             |             |            |            |            |            |  |
|  |                  |                  |                  |                  |                  |   |             |             |             |             |             |             |  |             |                        |                        |                        |                        |                        |  |             |             |            |            |            |            |  |
|  |                  |                  |                  |                  |                  |   |             |             |             |             |             |             |  |             |                        |                        |                        |                        |                        |  |             |             |            |            |            |            |  |
|  |                  |                  |                  |                  |                  |   |             |             |             |             |             |             |  |             |                        |                        |                        |                        |                        |  |             |             |            |            |            |            |  |

### Promoción por la permanencia
Disputaron la serie el penúltimo de la clasificación general y el subcampeón de la segunda categoría.

#### Turrialba vs. Puntarenense
| Ida; 11 de mayo de 1994, 20:00 | Puntarenense | 0:0     | Turrialba | Estadio "Lito" Pérez, Puntarenas |                            |
|                                |              | Reporte |           | Árbitro(s): Vinicio Brenes       | Árbitro(s): Vinicio Brenes |

| Vuelta; 15 de mayo de 1994, 11:00 | Turrialba                         | 2:1 (0:0) (Global 2:1) | Puntarenense       | Estadio Rafael Camacho, Turrialba, Cartago            |                                                       |
|                                   | - Floyd Guthrie 72' (pen.), 90+1' | Reporte                | - Allan Oviedo 66' | Asistencia: 689 espectadores Árbitro(s): Olger Mejías | Asistencia: 689 espectadores Árbitro(s): Olger Mejías |

### Cuartos de final

#### Alajuelense vs. Ramonense
| Ida; 1 de mayo de 1994, 11:00 | Ramonense                | 1:1 (0:1) | Alajuelense                | Estadio Guillermo Vargas, San Ramón, Alajuela            |                                                          |
|                               | - Mauricio Gutiérrez 54' | Reporte   | - Juan Carlos Arguedas 10' | Asistencia: 1 863 espectadores Árbitro(s): Marvin Amores | Asistencia: 1 863 espectadores Árbitro(s): Marvin Amores |

| Vuelta; 7 de mayo de 1994, 20:40 | Alajuelense        | 1:0 (0:0) (Global 2:1) | Ramonense | Estadio Morera Soto, Alajuela |                             |
| | - Rónald Gómez 86' | Reporte                |           | Árbitro(s): Rodrigo Badilla   | Árbitro(s): Rodrigo Badilla |
| El partido comenzó con 35 minutos de retraso porque una rata provocó la suspensión del fluido eléctrico en una de las torres del estadio. |                    |                        |           |                               |                             |

#### Saprissa vs. Pérez Zeledón
| Ida; 1 de mayo de 1994, 12:00 | Pérez Zeledón      | 1:0 (1:0) | Saprissa | Estadio Municipal, Pérez Zeledón, San José               |                                                          |
|                               | - Fárlen Ilama 27' | Reporte   |          | Asistencia: 3 312 espectadores Árbitro(s): Carlos Vargas | Asistencia: 3 312 espectadores Árbitro(s): Carlos Vargas |

| Vuelta; 6 de mayo de 1994, 20:00 | Saprissa                                            | 2:0 (1:0, 1:0) (2:0 t. s.)(Global 2:1) | Pérez Zeledón | Estadio Ricardo Saprissa, Tibás, San José |                              |
|                                  | - Evaristo Coronado 26' - Hernán Medford 97' (t.l.) | Reporte                                |               | Árbitro(s): Víctor Rodríguez              | Árbitro(s): Víctor Rodríguez |

#### Cartaginés vs. San Carlos
| Ida; 1 de mayo de 1994, 11:00 | San Carlos          | 1:2 (0:1) | Cartaginés                                   | Estadio Carlos Ugalde, San Carlos, Alajuela                  |                                                              |
|                               | - Ricardo Sauma 77' | Reporte   | - Erick Rodríguez 43' - Heriberto Quirós 55' | Asistencia: 1 340 espectadores Árbitro(s): Carlos Luis Astúa | Asistencia: 1 340 espectadores Árbitro(s): Carlos Luis Astúa |

| Vuelta; 7 de mayo de 1994, 20:00 | Cartaginés                                                                                       | 5:0 (2:0) (Global 7:1) | San Carlos | Estadio "Fello" Meza, Cartago                             |                                                           |
|                                  | - Erick Rodríguez 1', 4' - Dáger Villalobos 54' - Marco Tulio Hidalgo 62' - Heriberto Quirós 83' | Reporte                |            | Asistencia: 4 519 espectadores Árbitro(s): Greivin Porras | Asistencia: 4 519 espectadores Árbitro(s): Greivin Porras |

#### Herediano vs. Puntarenas
| Ida; 1 de mayo de 1994, 11:00 | Puntarenas              | 1:0 (0:0) | Herediano | Estadio "Lito" Pérez, Puntarenas                          |                                                           |
|                               | - Rolando Velásquez 48' | Reporte   |           | Asistencia: 1 758 espectadores Árbitro(s): Greivin Porras | Asistencia: 1 758 espectadores Árbitro(s): Greivin Porras |

| Vuelta; 7 de mayo de 1994, 20:00 | Herediano         | 1:1 (1:0, 1:0) (1:1 t. s.)(Global 1:2) | Puntarenas         | Estadio Rosabal Cordero, Heredia                             |                                                              |
|                                  | - Róger Gómez 24' | Reporte                                | - Javier Astúa 98' | Asistencia: 5 172 espectadores Árbitro(s): Carlos Luis Astúa | Asistencia: 5 172 espectadores Árbitro(s): Carlos Luis Astúa |

### Semifinales

#### Alajuelense vs. Cartaginés
| Ida; 15 de mayo de 1994, 15:00 | Cartaginés            | 1:0 (0:0) | Alajuelense | Estadio "Fello" Meza, Cartago                            |                                                          |
|                                | - Erick Rodríguez 85' | Reporte   |             | Asistencia: 7 923 espectadores Árbitro(s): Marvin Amores | Asistencia: 7 923 espectadores Árbitro(s): Marvin Amores |

| Vuelta; 22 de mayo de 1994, 11:00 | Alajuelense                                            | 3:0 (1:0) (Global 3:1) | Cartaginés | Estadio Morera Soto, Alajuela |                            |
|                                   | - Luis Diego Arnáez 40' (pen.), 73' - Rónald Gómez 88' | Reporte                |            | Árbitro(s): Greivin Porras    | Árbitro(s): Greivin Porras |

#### Puntarenas vs. Saprissa
| Ida; 15 de mayo de 1994, 11:00 | Saprissa                                                                | 4:1 (2:0) | Puntarenas          | Estadio Ricardo Saprissa, Tibás, San José                    |                                                              |
|                                | - Hernán Medford 12', 48' - Evaristo Coronado 29' - Mauricio Wright 74' | Reporte   | - Miguel Agüero 29' | Asistencia: 10 884 espectadores Árbitro(s): Víctor Rodríguez | Asistencia: 10 884 espectadores Árbitro(s): Víctor Rodríguez |

| Vuelta; 22 de mayo de 1994, 11:00 | Puntarenas | 0:1 (0:1) (Global 1:5) | Saprissa             | Estadio "Lito" Pérez, Puntarenas                           |                                                            |
|                                   |            | Reporte                | - Hernán Medford 14' | Asistencia: 5 235 espectadores Árbitro(s): Bolívar Montero | Asistencia: 5 235 espectadores Árbitro(s): Bolívar Montero |

### Final de segunda ronda

#### Alajuelense vs. Saprissa
| Ida; 29 de mayo de 1994, 11:00 | Saprissa              | 1:0 (0:0) | Alajuelense | Estadio Ricardo Saprissa, Tibás, San José                 |                                                           |
|                                | - Darío Galbarini 80' | Reporte   |             | Asistencia: 11 150 espectadores Árbitro(s): Marvin Amores | Asistencia: 11 150 espectadores Árbitro(s): Marvin Amores |

| Vuelta; 2 de junio de 1994, 11:00 | Alajuelense                   | 1:1 (0:1) (Global 1:2) | Saprissa            | Estadio Morera Soto, Alajuela                             |                                                           |
|                                   | - Mauricio Montero 72' (pen.) | Reporte                | - Marco Herrera 34' | Asistencia: 15 500 espectadores Árbitro(s): Carlos Vargas | Asistencia: 15 500 espectadores Árbitro(s): Carlos Vargas |

## Gran final

### Alajuelense vs. Saprissa
| Ida; 5 de junio de 1994, 11:00 | Saprissa                                          | 2:0 (1:0) | Alajuelense | Estadio Ricardo Saprissa, Tibás, San José                  |                                                            |
|                                | - Hernán Medford 21' - Ronald González 69' (pen.) | Reporte   |             | Asistencia: 12 516 espectadores Árbitro(s): Wálter Quesada | Asistencia: 12 516 espectadores Árbitro(s): Wálter Quesada |

| Vuelta; 19 de junio de 1994, 11:00 | Alajuelense                                    | 2:1 (0:0) (Global 2:3) | Saprissa        | Estadio Morera Soto, Alajuela                                 |                                                               |
|                                    | - Luis Diego Arnáez 56' - Alexander Víquez 74' | Reporte                | - Roy Myers 47' | Asistencia: 15 237 espectadores Árbitro(s): Carlos Luis Astúa | Asistencia: 15 237 espectadores Árbitro(s): Carlos Luis Astúa |

#### Final - ida
| -     | POR   | Erick Lonnis      |     |
|       | DEF   | Mauricio Wright   |     |
|       | DEF   | Vladimir Quesada  |     |
|       | DEF   | Ronald González   |     |
|       | DEF   | Enrique Díaz      |     |
|       | MED   | Giancarlo Morera  |     |
|       | MED   | Marco Herrera     |     |
|       | MED   | Benjamín Mayorga  | 65' |
|       | MED   | Roy Myers         | 56' |
|       | DEL   | Evaristo Coronado |     |
|       | DEL   | Hernán Medford    |     |
| D. T. | D. T. | Carlos Linaris    |     |

| -     | POR   | José Alexis Rojas     |     |
|       | DEF   | Javier Delgado        |     |
|       | DEF   | Mauricio Montero      |     |
|       | DEF   | Óscar Valverde        |     |
|       | DEF   | Alexander Víquez      | 60' |
|       | MED   | Joaquín Guillén       | 37' |
|       | MED   | Wilmer López          |     |
|       | MED   | Luis Diego Arnáez     |     |
|       | MED   | Richard Smith         |     |
|       | DEL   | Víctor Badilla        |     |
|       | DEL   | Ciro Castillo         |     |
| D. T. | D. T. | Jorge Enrique Vásquez |     |

| - | DEL | Rolando Fonseca | 56' |
|   | MED | Óscar Ramírez   | 65' |

| - | DEL | Juan Carlos Arguedas | 37' |
|   | DEL | Claudio Jara         | 60' |

| 21' · 69' | Hernán Medford Ronald González | 1:0 2:0 |

| 6' | Ronald González |

| 6' · 30' | Richard Smith Luis Diego Arnáez |

| 75' | Giancarlo Morera |

| Principal | Wálter Quesada |

|  |                   |    |    |
|  | Tiros             | 16 | 10 |
|  | Tiros a puerta    | 6  | 3  |
|  | Faltas            | 22 | 20 |
|  | Saques de esquina | 10 | 7  |
|  | Penaltis          | 1  | 0  |
|  | Fueras de juego   | 2  | 3  |

| -     | POR   | Erick Lonnis      |     |
|       | DEF   | Mauricio Wright   |     |
|       | DEF   | Vladimir Quesada  |     |
|       | DEF   | Ronald González   |     |
|       | DEF   | Enrique Díaz      |     |
|       | MED   | Giancarlo Morera  |     |
|       | MED   | Marco Herrera     |     |
|       | MED   | Benjamín Mayorga  | 65' |
|       | MED   | Roy Myers         | 56' |
|       | DEL   | Evaristo Coronado |     |
|       | DEL   | Hernán Medford    |     |
| D. T. | D. T. | Carlos Linaris    |     |

| -     | POR   | José Alexis Rojas     |     |
|       | DEF   | Javier Delgado        |     |
|       | DEF   | Mauricio Montero      |     |
|       | DEF   | Óscar Valverde        |     |
|       | DEF   | Alexander Víquez      | 60' |
|       | MED   | Joaquín Guillén       | 37' |
|       | MED   | Wilmer López          |     |
|       | MED   | Luis Diego Arnáez     |     |
|       | MED   | Richard Smith         |     |
|       | DEL   | Víctor Badilla        |     |
|       | DEL   | Ciro Castillo         |     |
| D. T. | D. T. | Jorge Enrique Vásquez |     |

| - | DEL | Rolando Fonseca | 56' |
|   | MED | Óscar Ramírez   | 65' |

| - | DEL | Juan Carlos Arguedas | 37' |
|   | DEL | Claudio Jara         | 60' |

| 21' · 69' | Hernán Medford Ronald González | 1:0 2:0 |

| 6' | Ronald González |

| 6' · 30' | Richard Smith Luis Diego Arnáez |

| 75' | Giancarlo Morera |

| Principal | Wálter Quesada |

|  |                   |    |    |
|  | Tiros             | 16 | 10 |
|  | Tiros a puerta    | 6  | 3  |
|  | Faltas            | 22 | 20 |
|  | Saques de esquina | 10 | 7  |
|  | Penaltis          | 1  | 0  |
|  | Fueras de juego   | 2  | 3  |

| -     | POR   | Erick Lonnis      |     |
|       | DEF   | Mauricio Wright   |     |
|       | DEF   | Vladimir Quesada  |     |
|       | DEF   | Ronald González   |     |
|       | DEF   | Enrique Díaz      |     |
|       | MED   | Giancarlo Morera  |     |
|       | MED   | Marco Herrera     |     |
|       | MED   | Benjamín Mayorga  | 65' |
|       | MED   | Roy Myers         | 56' |
|       | DEL   | Evaristo Coronado |     |
|       | DEL   | Hernán Medford    |     |
| D. T. | D. T. | Carlos Linaris    |     |

| -     | POR   | José Alexis Rojas     |     |
|       | DEF   | Javier Delgado        |     |
|       | DEF   | Mauricio Montero      |     |
|       | DEF   | Óscar Valverde        |     |
|       | DEF   | Alexander Víquez      | 60' |
|       | MED   | Joaquín Guillén       | 37' |
|       | MED   | Wilmer López          |     |
|       | MED   | Luis Diego Arnáez     |     |
|       | MED   | Richard Smith         |     |
|       | DEL   | Víctor Badilla        |     |
|       | DEL   | Ciro Castillo         |     |
| D. T. | D. T. | Jorge Enrique Vásquez |     |

| - | DEL | Rolando Fonseca | 56' |
|   | MED | Óscar Ramírez   | 65' |

| - | DEL | Juan Carlos Arguedas | 37' |
|   | DEL | Claudio Jara         | 60' |

| 21' · 69' | Hernán Medford Ronald González | 1:0 2:0 |

| 6' | Ronald González |

| 6' · 30' | Richard Smith Luis Diego Arnáez |

| 75' | Giancarlo Morera |

| Principal | Wálter Quesada |

|  |                   |    |    |
|  | Tiros             | 16 | 10 |
|  | Tiros a puerta    | 6  | 3  |
|  | Faltas            | 22 | 20 |
|  | Saques de esquina | 10 | 7  |
|  | Penaltis          | 1  | 0  |
|  | Fueras de juego   | 2  | 3  |

| -     | POR   | Erick Lonnis      |     |
|       | DEF   | Mauricio Wright   |     |
|       | DEF   | Vladimir Quesada  |     |
|       | DEF   | Ronald González   |     |
|       | DEF   | Enrique Díaz      |     |
|       | MED   | Giancarlo Morera  |     |
|       | MED   | Marco Herrera     |     |
|       | MED   | Benjamín Mayorga  | 65' |
|       | MED   | Roy Myers         | 56' |
|       | DEL   | Evaristo Coronado |     |
|       | DEL   | Hernán Medford    |     |
| D. T. | D. T. | Carlos Linaris    |     |

| -     | POR   | José Alexis Rojas     |     |
|       | DEF   | Javier Delgado        |     |
|       | DEF   | Mauricio Montero      |     |
|       | DEF   | Óscar Valverde        |     |
|       | DEF   | Alexander Víquez      | 60' |
|       | MED   | Joaquín Guillén       | 37' |
|       | MED   | Wilmer López          |     |
|       | MED   | Luis Diego Arnáez     |     |
|       | MED   | Richard Smith         |     |
|       | DEL   | Víctor Badilla        |     |
|       | DEL   | Ciro Castillo         |     |
| D. T. | D. T. | Jorge Enrique Vásquez |     |

| - | DEL | Rolando Fonseca | 56' |
|   | MED | Óscar Ramírez   | 65' |

| - | DEL | Juan Carlos Arguedas | 37' |
|   | DEL | Claudio Jara         | 60' |

| 21' · 69' | Hernán Medford Ronald González | 1:0 2:0 |

| 6' | Ronald González |

| 6' · 30' | Richard Smith Luis Diego Arnáez |

| 75' | Giancarlo Morera |

| Principal | Wálter Quesada |

|  |                   |    |    |
|  | Tiros             | 16 | 10 |
|  | Tiros a puerta    | 6  | 3  |
|  | Faltas            | 22 | 20 |
|  | Saques de esquina | 10 | 7  |
|  | Penaltis          | 1  | 0  |
|  | Fueras de juego   | 2  | 3  |

#### Final - vuelta
| -     | POR   | José Alexis Rojas    |     |
|       | DEF   | Mauricio Montero     |     |
|       | DEF   | Javier Delgado       |     |
|       | DEF   | Markus Högner        | 57' |
|       | DEF   | Alexander Víquez     |     |
|       | MED   | Wilmer López         |     |
|       | MED   | Richard Smith        |     |
|       | MED   | Luis Diego Arnáez    |     |
|       | DEL   | Juan Carlos Arguedas |     |
|       | DEL   | Víctor Badilla       |     |
|       | DEL   | Claudio Jara         |     |
| D. T. | D. T. | Ivan Mraz            |     |

| -     | POR   | Erick Lonnis      |     |
|       | DEF   | Vladimir Quesada  |     |
|       | DEF   | Mauricio Wright   |     |
|       | DEF   | Ronald González   |     |
|       | DEF   | Enrique Díaz      |     |
|       | MED   | Benjamín Mayorga  |     |
|       | MED   | Rolando Fonseca   |     |
|       | MED   | Óscar Ramírez     |     |
|       | MED   | Roy Myers         | 72' |
|       | DEL   | Evaristo Coronado |     |
|       | DEL   | Hernán Medford    | 87' |
| D. T. | D. T. | Carlos Linaris    |     |

| - | DEL | Ciro Castillo | 57' |

| - | DEF | Edwin Salazar   | 72' |
|   | MED | Jeaustin Campos | 87' |

| 56' · 74' | Luis Diego Arnáez Alexander Víquez | 1:1 2:1 |

| 47' | Roy Myers | 0:1 |

| Amonestado · Amonestado | Javier Delgado Richard Smith |

| Amonestado · Amonestado · Amonestado · Amonestado · Amonestado · Amonestado | Erick Lonnis Vladimir Quesada Enrique Díaz Óscar Ramírez Evaristo Coronado Hernán Medford |

| Principal  | Carlos Luis Astúa |
| Asistentes | Marvin Amores     |
|            | Carlos Vargas     |

| -     | POR   | José Alexis Rojas    |     |
|       | DEF   | Mauricio Montero     |     |
|       | DEF   | Javier Delgado       |     |
|       | DEF   | Markus Högner        | 57' |
|       | DEF   | Alexander Víquez     |     |
|       | MED   | Wilmer López         |     |
|       | MED   | Richard Smith        |     |
|       | MED   | Luis Diego Arnáez    |     |
|       | DEL   | Juan Carlos Arguedas |     |
|       | DEL   | Víctor Badilla       |     |
|       | DEL   | Claudio Jara         |     |
| D. T. | D. T. | Ivan Mraz            |     |

| -     | POR   | Erick Lonnis      |     |
|       | DEF   | Vladimir Quesada  |     |
|       | DEF   | Mauricio Wright   |     |
|       | DEF   | Ronald González   |     |
|       | DEF   | Enrique Díaz      |     |
|       | MED   | Benjamín Mayorga  |     |
|       | MED   | Rolando Fonseca   |     |
|       | MED   | Óscar Ramírez     |     |
|       | MED   | Roy Myers         | 72' |
|       | DEL   | Evaristo Coronado |     |
|       | DEL   | Hernán Medford    | 87' |
| D. T. | D. T. | Carlos Linaris    |     |

| - | DEL | Ciro Castillo | 57' |

| - | DEF | Edwin Salazar   | 72' |
|   | MED | Jeaustin Campos | 87' |

| 56' · 74' | Luis Diego Arnáez Alexander Víquez | 1:1 2:1 |

| 47' | Roy Myers | 0:1 |

| Amonestado · Amonestado | Javier Delgado Richard Smith |

| Amonestado · Amonestado · Amonestado · Amonestado · Amonestado · Amonestado | Erick Lonnis Vladimir Quesada Enrique Díaz Óscar Ramírez Evaristo Coronado Hernán Medford |

| Principal  | Carlos Luis Astúa |
| Asistentes | Marvin Amores     |
|            | Carlos Vargas     |

| -     | POR   | José Alexis Rojas    |     |
|       | DEF   | Mauricio Montero     |     |
|       | DEF   | Javier Delgado       |     |
|       | DEF   | Markus Högner        | 57' |
|       | DEF   | Alexander Víquez     |     |
|       | MED   | Wilmer López         |     |
|       | MED   | Richard Smith        |     |
|       | MED   | Luis Diego Arnáez    |     |
|       | DEL   | Juan Carlos Arguedas |     |
|       | DEL   | Víctor Badilla       |     |
|       | DEL   | Claudio Jara         |     |
| D. T. | D. T. | Ivan Mraz            |     |

| -     | POR   | Erick Lonnis      |     |
|       | DEF   | Vladimir Quesada  |     |
|       | DEF   | Mauricio Wright   |     |
|       | DEF   | Ronald González   |     |
|       | DEF   | Enrique Díaz      |     |
|       | MED   | Benjamín Mayorga  |     |
|       | MED   | Rolando Fonseca   |     |
|       | MED   | Óscar Ramírez     |     |
|       | MED   | Roy Myers         | 72' |
|       | DEL   | Evaristo Coronado |     |
|       | DEL   | Hernán Medford    | 87' |
| D. T. | D. T. | Carlos Linaris    |     |

| - | DEL | Ciro Castillo | 57' |

| - | DEF | Edwin Salazar   | 72' |
|   | MED | Jeaustin Campos | 87' |

| 56' · 74' | Luis Diego Arnáez Alexander Víquez | 1:1 2:1 |

| 47' | Roy Myers | 0:1 |

| Amonestado · Amonestado | Javier Delgado Richard Smith |

| Amonestado · Amonestado · Amonestado · Amonestado · Amonestado · Amonestado | Erick Lonnis Vladimir Quesada Enrique Díaz Óscar Ramírez Evaristo Coronado Hernán Medford |

| Principal  | Carlos Luis Astúa |
| Asistentes | Marvin Amores     |
|            | Carlos Vargas     |

| -     | POR   | José Alexis Rojas    |     |
|       | DEF   | Mauricio Montero     |     |
|       | DEF   | Javier Delgado       |     |
|       | DEF   | Markus Högner        | 57' |
|       | DEF   | Alexander Víquez     |     |
|       | MED   | Wilmer López         |     |
|       | MED   | Richard Smith        |     |
|       | MED   | Luis Diego Arnáez    |     |
|       | DEL   | Juan Carlos Arguedas |     |
|       | DEL   | Víctor Badilla       |     |
|       | DEL   | Claudio Jara         |     |
| D. T. | D. T. | Ivan Mraz            |     |

| -     | POR   | Erick Lonnis      |     |
|       | DEF   | Vladimir Quesada  |     |
|       | DEF   | Mauricio Wright   |     |
|       | DEF   | Ronald González   |     |
|       | DEF   | Enrique Díaz      |     |
|       | MED   | Benjamín Mayorga  |     |
|       | MED   | Rolando Fonseca   |     |
|       | MED   | Óscar Ramírez     |     |
|       | MED   | Roy Myers         | 72' |
|       | DEL   | Evaristo Coronado |     |
|       | DEL   | Hernán Medford    | 87' |
| D. T. | D. T. | Carlos Linaris    |     |

| - | DEL | Ciro Castillo | 57' |

| - | DEF | Edwin Salazar   | 72' |
|   | MED | Jeaustin Campos | 87' |

| 56' · 74' | Luis Diego Arnáez Alexander Víquez | 1:1 2:1 |

| 47' | Roy Myers | 0:1 |

| Amonestado · Amonestado | Javier Delgado Richard Smith |

| Amonestado · Amonestado · Amonestado · Amonestado · Amonestado · Amonestado | Erick Lonnis Vladimir Quesada Enrique Díaz Óscar Ramírez Evaristo Coronado Hernán Medford |

| Principal  | Carlos Luis Astúa |
| Asistentes | Marvin Amores     |
|            | Carlos Vargas     |

|                                        |
|                                        |
| Campeón Deportivo Saprissa 19.º título |

## Estadísticas

### Tabla de goleadores
Lista con los máximos anotadores de la temporada.
| Pos. | Jugador           | Equipo        | Goles |
| ---- | ----------------- | ------------- | ----- |
| 1.º  | Javier Astúa      | Puntarenas    | 21    |
| 2.º  | Hernán Medford    | Saprissa      | 20    |
| 3.º  | Róger Gómez       | Herediano     | 16    |
| =    | Farlen Ilama      | Pérez Zeledón | 16    |
| 5.º  | Luis Diego Arnáez | Alajuelense   | 15    |
| 6.º  | Erick Rodríguez   | Cartaginés    | 14    |
| =    | Johnny Murillo    | Puntarenas    | 14    |
| 8.º  | Rolando Fonseca   | Saprissa      | 13    |
| 9.º  | Marvin Obando     | Herediano     | 12    |

### Otros datos
- Equipo campeón: Saprissa[6]
- Entrenadores: Carlos Watson (inició la temporada), Carlos Linaris (uruguayo; concluyó la temporada).
- Desempeño: 52 juegos; 24 victorias, 17 empates y 11 derrotas; 77 goles anotados y 49 recibidos para 65 puntos y 63% de rendimiento.[7]
- Planilla: Evaristo Coronado, Hernán Medford, Rolando Fonseca, Vladimir Quesada, Benjamín Mayorga, Erick Lonnis, Óscar Ramírez, Mauricio Wright, Roy Myers, Ronald González, Enrique Díaz, Mauricio Sánchez, Juan Cayasso, Giancarlo Morera, Alejandro Sequeira, Adonis Hilario (brasileño), Marco Herrera, Luis José Herra, Jeaustin Campos, Giovanny Ramírez, Víctor Cordero, Edwin Salazar, Try Benneth, Darío Galvarini (argentino), Harold Camareno, Juan Calvo, Martín Jiménez
- Con más juegos: Evaristo Coronado (49)
- Con más goles: Hernán Medford (20)